# Cantón de Bezons
El cantón de Bezons era una división administrativa francesa, que estaba situada en el departamento de Valle del Oise y la región de Isla de Francia.

## Composición
El cantón estaba formado por la comuna que le daba su nombre:
- Bezons

## Supresión del cantón de Bezons
En aplicación del Decreto n.º 2014-168 de 17 de febrero de 2014, el cantón de Bezons fue suprimido el 22 de marzo de 2015 y su comuna pasó a formar parte del nuevo cantón de Argenteuil-3.